# Tribunal des conflits (Algérie)
Pour les autres articles nationaux ou selon les autres juridictions, voir Tribunal des conflits.
L'article 152 de la Constitution algérienne dispose: « Il est institué un Tribunal des Conflits pour le règlement des conflits de compétence entre la Cour suprême et le Conseil d'État. »
L'article 153 dispose: « L'organisation, le fonctionnement et les autres attributions [...] du Tribunal des Conflits sont fixés par une loi organique. »